# Gonioscelis macquartii
Gonioscelis macquartii là một loài ruồi trong họ Asilidae. Gonioscelis macquartii được Jaennicke miêu tả năm 1867.